# Jan Nieuwenhuizen
Jan Nieuwenhuizen (nacido el  28 de abril de 1968) es un programador holandés conocido por ser el autor del sistema de grabado musical automatizado GNU LilyPond junto a Han-Wen Nienhuys. 
Jan trabaja como ingeniero Senior de software libre en Novell. Su cometido actual consiste en OpenOffice.org. Toca la viola y "un desagradable y limitado repertorio de Bach y Rachmaninov al piano"